# 1082
| 1082               |
| ------------------ |
| Dødsfald - Fødsler |
|                    |

| Gregoriansk kalender | 1082 MLXXXII            |
| Ab urbe condita      | 1835                    |
| Armensk kalender     | 531 ԹՎ ՇԼԱ              |
| Kinesiske kalender   | 3778 – 3779 辛酉 – 壬戌 |
| Etiopisk kalender    | 1074 – 1075             |
| Jødisk kalender      | 4842 – 4843             |
| Hindukalendere       |                         |
| - Vikram Samvat      | 1137 – 1138             |
| - Shaka Samvat       | 1004 – 1005             |
| - Kali Yuga          | 4183 – 4184             |
| Iransk kalender      | 460 – 461               |
| Islamisk kalender    | 474 – 475               |

Konge i Danmark: Knud den Hellige 1080-1086
Se også 1082 (tal)